# IJmuider Federatie
De IJmuider Federatie was een vakorganisatie voor vissers en havenarbeiders in IJmuiden. De Federatie was aanvankelijk aangesloten bij het syndicalistisch Nationaal Arbeids-Secretariaat, maar sloot zich in 1930 aan bij het sociaaldemocratisch Nederlands Verbond van Vakverenigingen. De afdeling heette voluit IJmuider Federatie van Arbeiders in het Visscherij- en Transportbedrijf te IJmuiden. De Federatie was invloedrijk tijdens haven- en visserijstakingen van de jaren twintig en dertig van de twintigste eeuw. Jacob Andries Brandsteder was in deze periode een bekend vakbondsbestuurder van de IJmuider Federatie. Binnen de IJmuider Federatie had ook de communistische Rode Vakbewegingsoppositie aanzienlijke invloed, en via deze ook op de talrijke stakingen in deze periode.
De Federatie fuseerde op 3 november 1930 met de lokale afdeling van Centrale Bond van Transportarbeiders, aangesloten bij de NVV. De fusie was kort daarvoor in een referendum aan de leden van beide bonden voorgelegd. De uitslag bij de leden van de IJmuider Federatie was: 892 voor, 31 tegen, 85 blanco en 11 ongeldig. De uitslag bij de leden van de afdeling IJmuiden van de Centrale Bond van Transportarbeiders was: 526 voor, 21 tegen, 27 blanco en 4 ongeldig. De bond ging vanaf dat moment verder onder de naam: IJmuider Federatie van Arbeiders in het Visserij- en Transportbedrijf, aangesloten bij de C.B.T.A.

## Het Witte Gebouw
De IJmuider Federatie was vanaf 1931 gehuisvest in het Witte Gebouw aan de Trawlerkade 90 in het IJmuidense havengebied. Het werd op 3 december 1932 geopend. Het gebouw was ontworpen door de Haarlemse architect A.M.J. Sevenhuijsen en bestond uit kantoor, bovenwoning en koffiehuis. Het gebouw is een gemeentelijk monument.